# Piptochaetium hirtum
Piptochaetium hirtum är en gräsart som beskrevs av Rodolfo Amando Philippi. Piptochaetium hirtum ingår i släktet Piptochaetium och familjen gräs. Inga underarter finns listade i Catalogue of Life.